# Vertretung des Landes Niedersachsen beim Bund

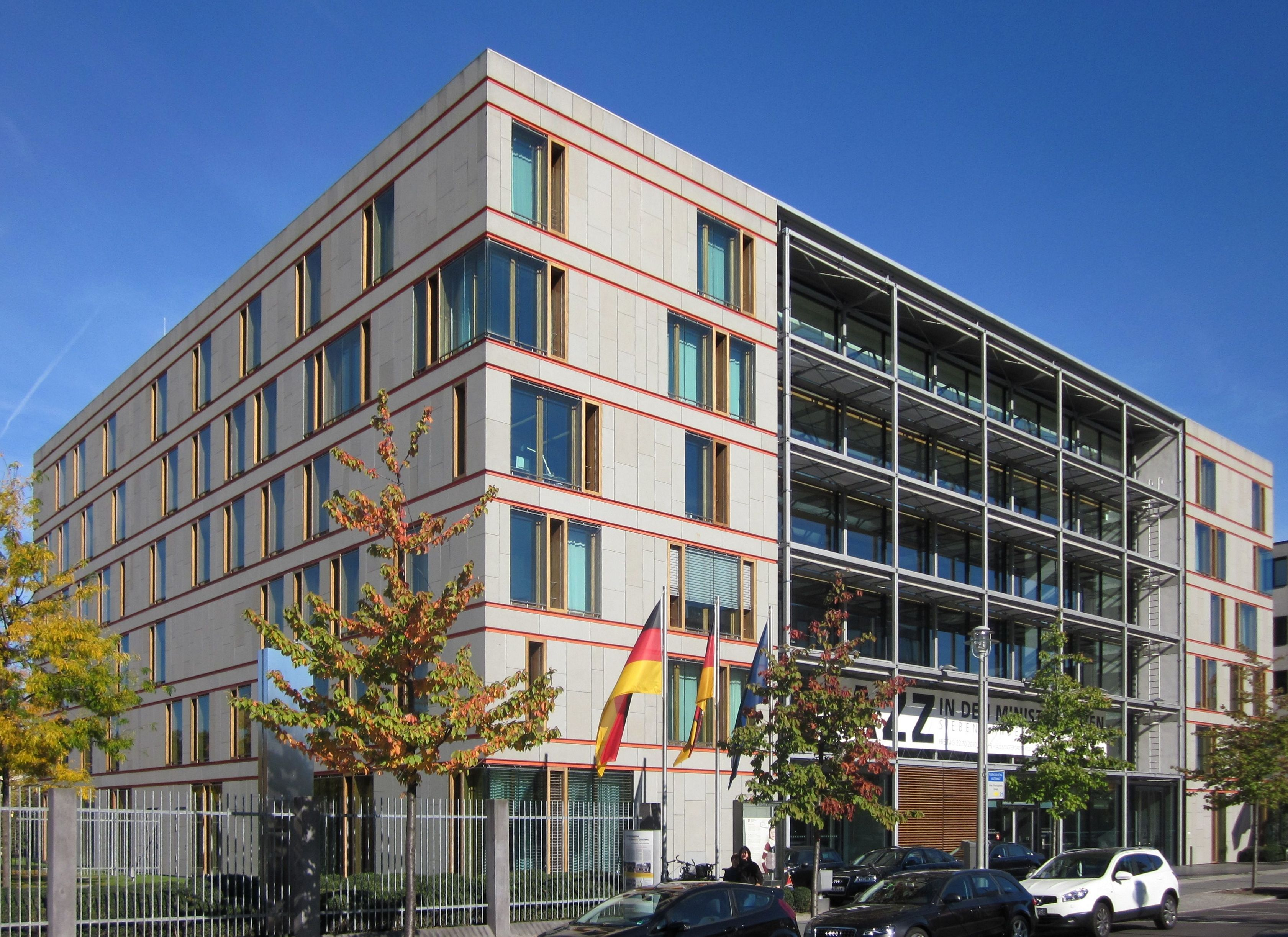
Landesvertretung von Niedersachsen (linke Gebäudehälfte)

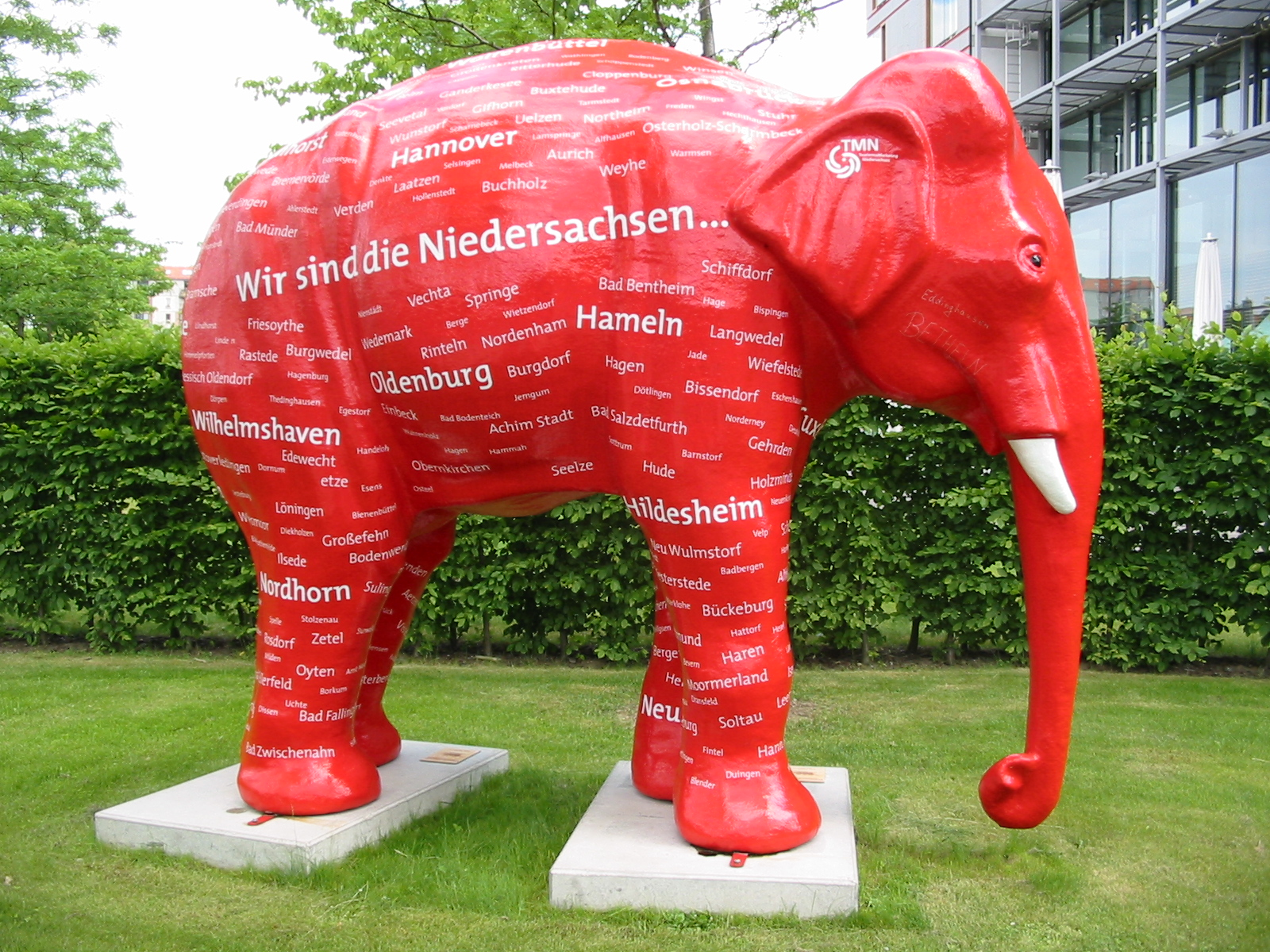
Roter Elefant mit den Namen niedersächsischer Gemeinden

Die Vertretung des Landes Niedersachsen beim Bund hat ihren Sitz in den Ministergärten im Berliner Ortsteil Mitte des gleichnamigen Bezirks. Organisatorisch gehört sie als eigene Abteilung zum Niedersächsischen Ministerium für Bundes- und Europaangelegenheiten und Regionale Entwicklung.

## Behörde
Die Vertretung des Landes Niedersachsen in Berlin repräsentiert und vertritt die Belange des Bundeslands Niedersachsen bei der Bundesregierung in Berlin und koordiniert die Arbeit Niedersachsens im Bundesrat. Die Vertretung untersteht der Bevollmächtigten des Landes Niedersachsen beim Bund, seit Mai 2025 Veronika Dicke. Regelungen zu den Aufgaben und der Einbindung der Landesvertretung bzw. der Bevollmächtigten finden sich insb. in den §§ 23, 26 und 29 der Gemeinsamen Geschäftsordnung der Landesregierung und der Ministerien in Niedersachsen (GGO).
Daneben werden Kongresse und Tagungen zusammen mit der Wirtschaft abgehalten. Ebenso finden Kunstausstellungen und Empfänge in der Landesvertretung statt. Seit 2002 richtet die Stadt Oldenburg in der Landesvertretung das Defftig Ollnborger Gröönkohl-Äten aus.

## Geschichte
Seit 1949 besaß das Land Niedersachsen eine Vertretung beim Bund in der damaligen deutschen Hauptstadt Bonn. Das Land Niedersachsen erwarb 1949 ein Grundstück an der Dahlmannstraße, auf dem bis 1952 das erste eigene Gebäude der Landesvertretung errichtet wurde. Dieses war bis 1990 Sitz der Landesvertretung. Im November 1990 wurde die neu errichtete Landesvertretung Niedersachsen vom damaligen Ministerpräsidenten Gerhard Schröder eingeweiht. 2000 zog die niedersächsische Landesvertretung nach Berlin um.

## Liste der Bevollmächtigten des Landes Niedersachsen beim Bund
| Name | Name                 | Partei    | Ressort                                                                    | Amtszeit  |
| ---- | -------------------- | --------- | -------------------------------------------------------------------------- | --------- |
|      | Herbert Lauffer      | SPD       | Staatssekretär                                                             | 1949–1951 |
|      | Justus Danckwerts    | unbekannt | Staatssekretär                                                             | 1951–1954 |
|      | unbekannt            | unbekannt | Staatssekretär                                                             | 1954–1959 |
|      | Theanolte Bähnisch   | SPD       | Staatssekretärin                                                           | 1959–1964 |
|      | Curt Miehe           | SPD       | Minister für Bundesangelegenheiten, Vertriebene und Flüchtlinge            | 1964–1965 |
|      | Maria Meyer-Sevenich | SPD       | Ministerin für Bundesangelegenheiten, Vertriebene und Flüchtlinge          | 1965–1967 |
|      | Herbert Hellmann     | SPD       | Minister für Bundesangelegenheiten                                         | 1967–1976 |
|      | Wilfried Hasselmann  | CDU       | Minister für Bundesangelegenheiten                                         | 1976–1986 |
|      | Heinrich Jürgens     | FDP       | Minister für Bundes- und Europaangelegenheiten                             | 1986–1990 |
|      | Jürgen Trittin       | Grüne     | Minister für Bundes- und Europaangelegenheiten                             | 1990–1994 |
|      | Helmut Holl          | SPD       | Staatssekretär in der Staatskanzlei                                        | 1994–2003 |
|      | Wolfgang Gibowski    | CDU       | Staatssekretär in der Staatskanzlei                                        | 2003–2010 |
|      | Martina Krogmann     | CDU       | Staatssekretärin in der Staatskanzlei                                      | 2010–2013 |
|      | Michael Rüter        | SPD       | Staatssekretär in der Staatskanzlei                                        | 2013–2017 |
|      | Birgit Honé          | SPD       | Ministerin für Bundes- und Europaangelegenheiten und Regionale Entwicklung | 2017–2022 |
|      | Wiebke Osigus        | SPD       | Ministerin für Bundes- und Europaangelegenheiten und Regionale Entwicklung | 2022–2025 |
|      | Veronika Dicke       | SPD       | Staatssekretärin in der Staatskanzlei                                      | seit 2025 |

## Gebäude
Die Vertretung liegt in den Ministergärten an der Ecke zur Ebertstraße im Bezirk Mitte. Die Landesvertretung teilt sich ein Gebäude mit der Vertretung des Landes Schleswig-Holstein beim Bund. Wegen des Regierungsumzugs von Bonn nach Berlin benötigten die beiden Länder eine neue Vertretung, für die sie 1997 ein Architekturwettbewerb ausschrieben, den die Architekten Cornelsen/Seelinger und Seelinger/Vogels aus Darmstadt gewannen. Sie führten den Bau mit Baukosten in Höhe von rund 28 Millionen Euro. Die Eröffnung des gemeinsamen genutzten Gebäudes war am 28. Juni 2001.
In direkter Nachbarschaft liegen die Vertretungen des Saarlands, von Rheinland-Pfalz und, auf der anderen Straßenseite, die Vertretung von Hessen. Auf der Rückseite des Baus liegt das Holocaust-Mahnmal.
Im Garten der Landesvertretung steht an der Ebertstraße eine lebensgroße, rote Statue eines Asiatischen Elefanten, auf dem Namen von niedersächsischen Gemeinden gedruckt sind.